# (78453) Bullock
(78453) Bullock est un astéroïde de la ceinture principale.

## Description
(78453) Bullock est un astéroïde de la ceinture principale. Il fut découvert le 3 septembre 2002 à Campo Imperatore par Fabrizio Bernardi. Il présente une orbite caractérisée par un demi-grand axe de 3,21 UA, une excentricité de 0,14 et une inclinaison de 6,0° par rapport à l'écliptique.

## Compléments